# Rasmus Quist Hansen
Rasmus Quist Hansen (Middelfart, 5 aprile 1980) è un canottiere danese, vincitore della medaglia di bronzo nel 2 di coppia pesi leggeri a Pechino 2008, assieme a Mads Rasmussen.

## Palmarès
- Olimpiadi

Pechino 2008: bronzo nel 2 di coppia pesi leggeri.
Londra 2012: oro nel 2 di coppia pesi leggeri.
- Campionati del mondo di canottaggio

2002 - Siviglia: bronzo nel 2 di coppia pesi leggeri.
2005 - Kaizu: argento nel 2 di coppia pesi leggeri.
2006 - Eton: oro nel 2 di coppia pesi leggeri.
2007 - Monaco di Baviera: oro nel 2 di coppia pesi leggeri.
2009 - Poznań: bronzo nel 4 di coppia pesi leggeri.